# Jastrzębia Góra

Nieoficjalny herb wsi Jastrzębia Góra

Jastrzębia Góra (dodatkowa nazwa w j. kaszub. Pilëce, niem. Habichtsberg) – wieś letniskowa w Polsce, w województwie pomorskim, w powiecie puckim, w gminie Władysławowo, nad Morzem Bałtyckim. Jest najbardziej wysuniętą na północ miejscowością Polski.
Jastrzębia Góra w okresie letnim stanowi wieś turystyczną z trzema kąpieliskami. Miejscowość jest siedzibą rzymskokatolickiej parafii św. Ignacego Loyoli, należącej do dekanatu Żarnowiec w archidiecezji gdańskiej.

## Położenie

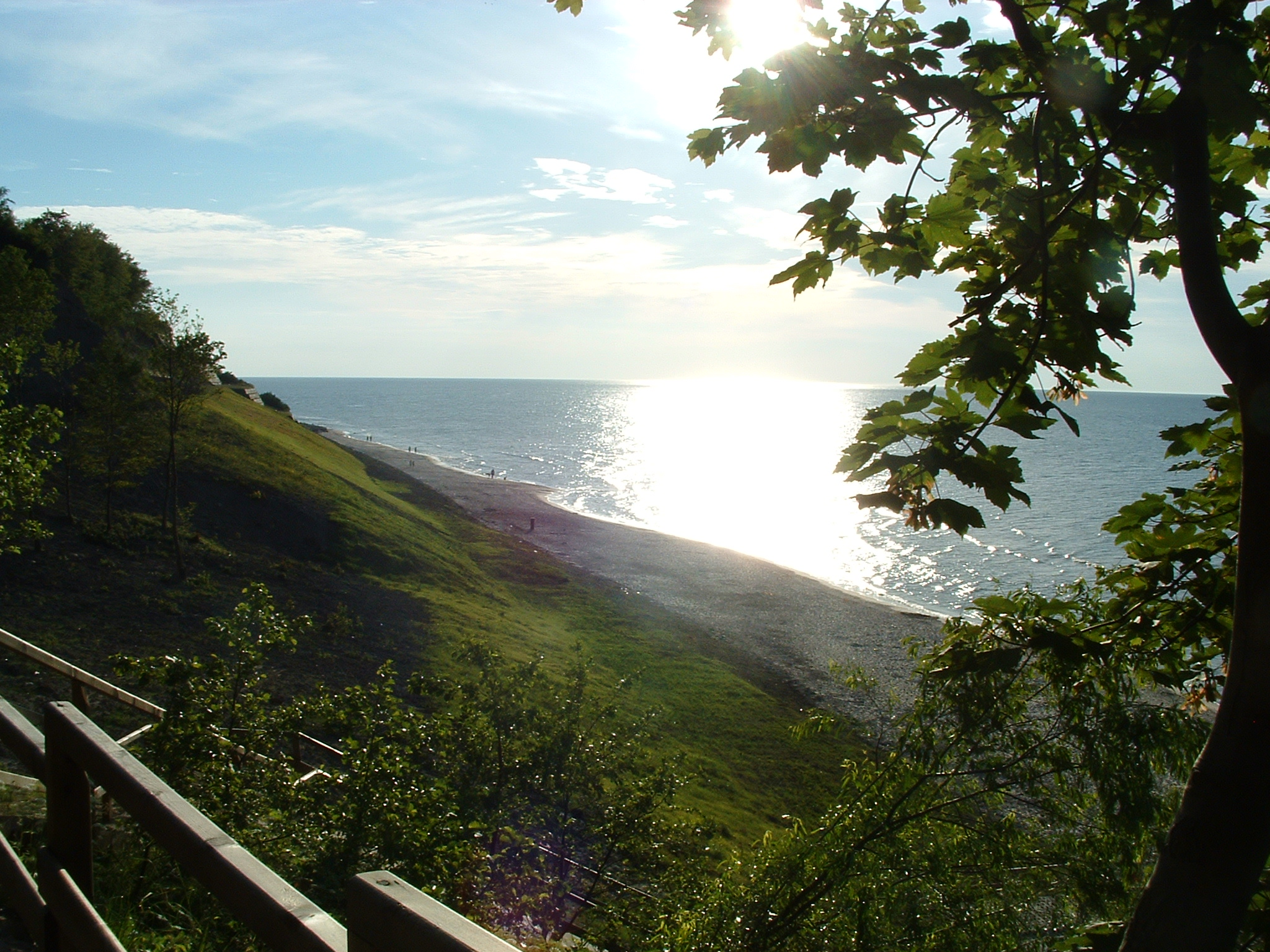
Widok na plażę

Jastrzębia Góra jest położona na Pobrzeżu Gdańskim, w północno-zachodnim krańcu Pobrzeża Kaszubskiego. Sołectwo Jastrzębia Góra graniczy od wschodu z sołectwem Rozewie, od południa z sołectwem Tupadły, a od zachodu przy samym wybrzeżu z sołectwem Ostrowo.
Jastrzębią Górę charakteryzuje wybrzeże klifowe. W zachodniej części nadbrzeże dochodzi do wysokości 33,2 m n.p.m. We wschodniej części Jastrzębiej Góry znajduje się wąwóz Lisi Jar o długości ok. 350 m.
Południowo-zachodnią granicę Jastrzębiej Góry stanowi struga Czarna Woda.
Przez część miejscowości przebiega droga wojewódzka nr 215 (ul. Królewska, ul. Rozewska).
Pas wybrzeża Jastrzębiej Góry stanowi część Nadmorskiego Parku Krajobrazowego (na północ od drogi nr 215 i las na północ od Czarnej Wody). Niezabudowany obszar nadbrzeża Jastrzębiej Góry oraz tereny przy ulicach: Żarnowcowej, Puckiej, Drodze Rybackiej stanowią część specjalnego obszaru ochrony siedlisk Kaszubskie Klify. Ponadto mały wycinek terenu nad Czarną Wodą jest częścią Nadmorskiego Obszaru Chronionego Krajobrazu.

## Samorząd lokalny
Samorząd gminy Władysławowo utworzył jednostkę pomocniczą – sołectwo „Jastrzębia Góra” (wcześniej funkcjonowało osiedle), w skład którego wchodzi także część wsi – Lisi Jar. Organem uchwałodawczym sołectwa jest zebranie wiejskie. Organem wykonawczym jest sołtys. Powierzchnia sołectwa wynosi 260,94 ha.

## Historia

### Nazwa
Pierwsza wzmianka o Jastrzębiej Górze pochodzi z okresu międzywojennego XX w., kiedy po odzyskaniu przez Polskę niepodległości zbudowano tu pierwszy dom. Nową nazwę nadali polscy przybysze spoza okolicy. Do tego czasu tereny dzisiejszej Jastrzębiej Góry były jałowymi i niedostępnymi (brak jakichkolwiek dróg dojazdowych) pastwiskami, na których wypasano gęsi. Przez to Jastrzębia Góra zawdzięcza gęsiom swoją kaszubską nazwę – Pilëce, ponieważ mała gęś – gąska – po kaszubsku jest nazywana pila, a Pilëce oznacza miejsce wypasania gąsek.

### XX wiek

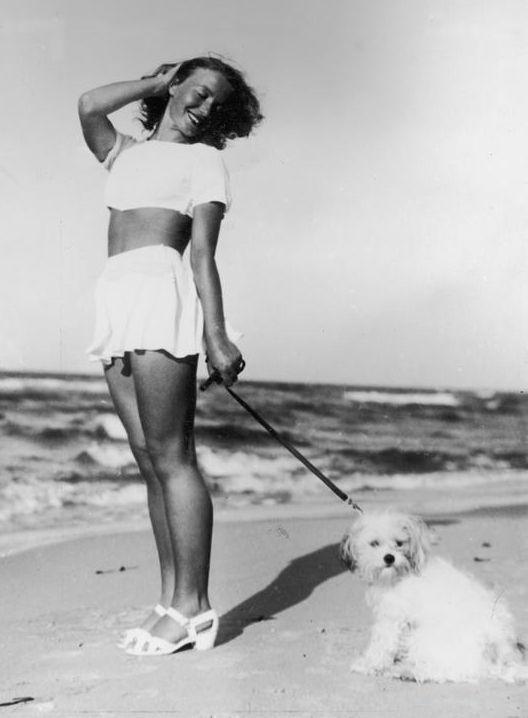
Tancerka Ziuta Buczyńska na plaży w Jastrzębiej Górze

Po zakończeniu I wojny światowej spółka zarządzana przez Osmołowskiego kupiła od właściciela ziemskiego Hanemanna i miejscowego rolnika Dettlaffa grunty, na których rozwinął się obecny kurort. Następnie spółka wynajęła geodetów, ci wytyczyli granice działek budowlanych i dróg, obowiązujące do dziś. Od tego czasu zaczęto używać nazwy Jastrzębia Góra – prawdopodobnie w nawiązaniu do leżącej kilka kilometrów na wschód, w okolicach Chłapowa, Góry Jastrzębskiej (67,8 m n.p.m.). Istnieje również hipoteza, że nazwa nawiązuje do jastrzębi, licznie zamieszkujących tutejsze nieużytki.
W latach 1934–1936 przeprowadzono na terenie osady badania archeologiczne, w wyniku których odkryto ślady osadnictwa z wczesnej epoki żelaza (640–400 p.n.e.). Podczas kolejnych badań, w latach 1975–1980, odkryto kolejne ślady osadnictwa, tym razem z epoki mezolitu (8000 – 4200 p.n.e.).
W miejscowości domki letnie posiadała liczna grupa lwowian m.in. prof. Tadeusz Ostrowski oraz gen. Tadeusz Rozwadowski. W Jastrzębiej Górze gen. T.Rozwadowski ukończył swe wspomnienia z czasów I wojny światowej.
W czasie II wojny światowej osada nosiła niemiecką nazwę Habichtsberg, od niemieckiej nazwy Góry Jastrzębskiej (Habicht – jastrząb, Berg – góra).
Jastrzębia Góra uzyskała 22 maja 1963 r. prawa osiedla, a w 1973 r. została włączona w granice Władysławowa.
1 stycznia 2015 r. gmina Władysławowo zmieniła rodzaj z miejskiego na miejsko-wiejski. W praktyce oznaczało to wyłączenie poza administrację miasta obszarów miejscowości Chałupy, Chłapowo, Jastrzębia Góra, Karwia, Rozewie, Tupadły i Ostrowo, nadając im status wsi.

## Zabytki i obiekty historyczne
W miejscowości nie ma obiektów zabytkowych wpisanych do rejestru zabytków województwa pomorskiego. Według gminnej ewidencji zabytków przyjętej 7 kwietnia 2014 r. obiektami zabytkowymi w Jastrzębiej Górze są:
- Droga „Ku słońcu” na odcinku Hallerowo – Jastrzębia Góra z XIX wieku

Obiekty powstałe w okresie dwudziestolecia międzywojennego XX w.:
- Zabudowa ulicy Bałtyckiej: domy wczasowe „Maki II”, „Czajka”, „Mewa”, w której w 1930 r. przebywał Józef Piłsudski (obecnie Izba Pamięci), „Rybitwa”; pensjonaty „Marysia”, „Madonna”, „Fregata”, „Maki I”, „Victor” z 1928 r., „Cepelia”
- Zabudowa ulicy Słowackiego: domy wczasowe „Cristal”, „Faleza”, „Grzybek”, „Irena”, „Puchatek”
- Zabudowa ulicy Klonowej: dworek „Echo”; pensjonat „Turkus”; dom mieszkalny nr 14
- Willa Szymańskiego „Kaszubka” z 1921 r., ul. Spacerowa 1
- Dom wczasowy Politechniki ul. Wiejska 8, z lat 1928–1929
- Willa „Maria” ul. Królewska 9
- Pensjonat „Leśny Dworek” ul. Marynarska 9
- Dom mieszkalny ul.Bukowa 5 (mieściła się w nim Poczta)
- Dom letniskowy ul. Polna 2
- Kaplica rzymskokatolicka pw św. Andrzeja Boboli ul. Kaszubska 9

Pozostałe obiekty historyczne:
- Willa Kazimierza Pawłowicza
- Willa „Vesta”, modernistyczna z lat 30 XX wieku
- Gospoda „Lisi Jar” z 1932 r. Aleksandra de Rosset
- Hotel „Zew Morza”, późnomodernistyczny, ul. Pucka 4

## Turystyka
Kąpieliska

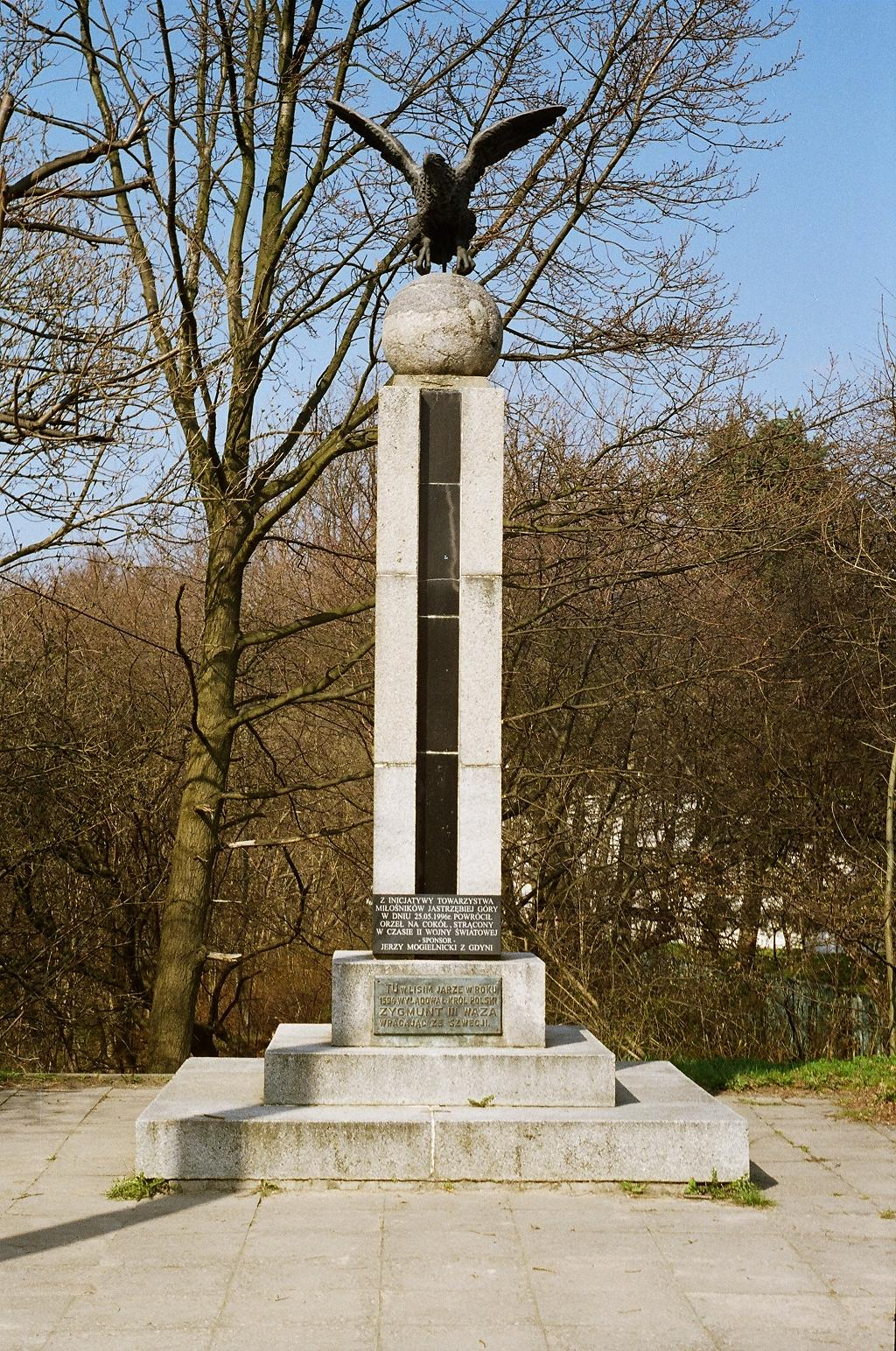
Pomnik na pamiątkę powrotu króla Zygmunta III ze Szwecji u wejścia do Lisiego Jaru przy ul. Rozewskiej

W Jastrzębiej Górze zostały zorganizowane trzy kąpieliska nadmorskie (przy ul. Bałtyckiej oraz dwa przy ul. Rozewskiej).
W 2012 r. kąpielisko Jastrzębiej Góry (wejście nr 25) spełniało obowiązkowe wymogi jakościowe dla wody w kąpielisku Unii Europejskiej.
Lisi Jar
We wschodniej części miejscowości znajduje się wąwóz Lisi Jar o długości ok. 350 metrów, gdzie znajduje się pomnik ku pamięci króla Zygmunta III Wazy z kulą, na której stoi rzeźba orła.
Gwiazda Północy

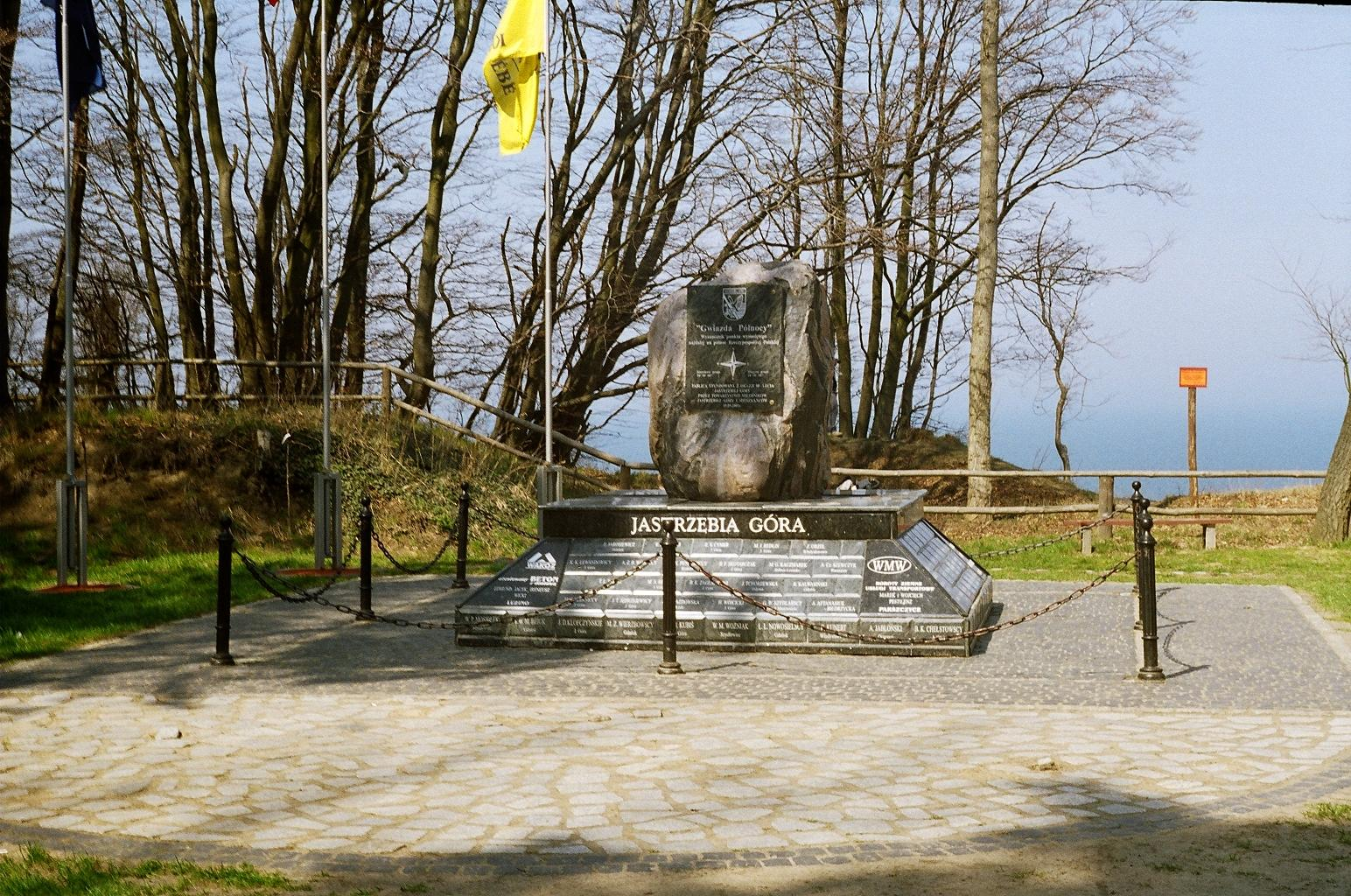
Pomnik Gwiazda Północy

Najdalej wysunięty na północ punkt Polski znajduje się w Jastrzębiej Górze, niedaleko centrum miejscowości. Jego okolica jest oznaczona pomnikiem „Gwiazda Północy”. Sam pomnik, ściśle mówiąc, jest ulokowany w umownym miejscu, otoczonym deptakiem, położonym dostępnie na klifie, nieco na południe od rzeczywistego punktu ekstremalnego, znajdującego się poniżej na plaży.
Dawniej uważano, że najdalej wysuniętym na północ punktem jest pobliski przylądek Rozewie.
Motylarnia Rozewie
Sezonowa atrakcja turystyczna, zlokalizowana w pobliżu Latarni Morskiej w Rozewiu. Obiekt ten oferuje odwiedzającym możliwość bezpośredniego kontaktu z egzotycznymi motylami, które swobodnie latają wśród egzotycznej roślinności. Motylarnia pełni zarówno funkcję rekreacyjną, jak i edukacyjną, prezentując cykl rozwoju motyli oraz informacje o ich pochodzeniu i zwyczajach. Dzięki specjalnie utrzymanemu mikroklimatowi, miejsce to umożliwia obserwację różnorodnych gatunków motyli w warunkach zbliżonych do ich naturalnego środowiska. 
Białe noce żeglarskie
We Władysławowie przez kilkanaście dni w czerwcu występują białe noce żeglarskie (słońce chowa się pod horyzontem, ale nie niżej niż na 12 stopni.).
Szlaki piesze
- Szlak Nadmorski: Krokowa – Karwia – Ostrowo – Jastrzębia Góra – Rozewie – Władysławowo – Chałupy – Kuźnica – Jastarnia – Jurata

Szlaki konne
- Wejherowo – Lubocino – Żarnowiec – Dębki – Karwia – Ostrowo – Jastrzębia Góra – Mechowo – Wejherowo

Paralotniarstwo
Przy wietrze z północy nad plażą Jastrzębiej Góry można obserwować paralotniarzy wykorzystujących prądy wznoszące powstające na przedpolu klifów.

## Miasta partnerskie
- Lamstedt od 1992
- Maków Podhalański od 2001
- Scalea od 2017[17]